# Krisztián Németh
Pour les articles homonymes, voir Németh.
Krisztián Németh (né le 5 janvier 1989 à Győr, Hongrie) est un footballeur international hongrois jouant au poste d'attaquant au MTK Budapest.
Durant l'été 2007, il signe un contrat de trois ans avec Liverpool, tout comme son compatriote András Simon. En manque de temps de jeu, il tente deux expériences en prêt avant de rejoindre pour trois ans en août 2010 l'Olympiakos en Grèce. 
Le 29 mai 2010, il fait ses débuts en équipe de Hongrie A en entrant à la 61e minute du match contre l'Allemagne.

## Palmarès
Olympiakos
- Champion de Grèce en 2011

 Sporting de Kansas City
- Vainqueur de la Coupe des États-Unis en 2015

 Crew de Columbus
- Vainqueur de la Coupe MLS en 2020